# Tiszafamoha
A tiszafamoha vagy földi hasadtfogúmoha (Fissidens taxifolius) Közép-Európában gyakori, elterjedt lombosmoha faj. Sötétzöld színű, sűrűbb vagy lazább gyepekben nő. Magyar és latin neve is a tiszafa (Taxus baccata) leveleihez való hasonlóságra utal.

## Jellemzői
A Fissidens-ekre jellemzően, laposan kétoldalt álló levelei vannak. A hajtások nem hosszabbak 2 cm-nél, elágazhatnak. A levelek hosszúkás lándzsa vagy nyelv alakúak. A levélszegély csipkésen fogazott a levél csúcsánál, módosult, hosszúkás szegélysejtek (limbidium) nincsenek. A levélér kilép a hegyes levélcsúcsnál. A melléklevél hosszabb főlevél felénél. A levélsejtek kerek hatszögletűek, 8-12 mikrométer átmérőjűek. Egylaki, a sporofitonok télre érnek meg. A növénykék tövénél eredő toknyél (seta) vöröses, 10–15 mm hosszú. A tok hosszúkás tojásdad vagy ellipszoid alakú, hajlott.

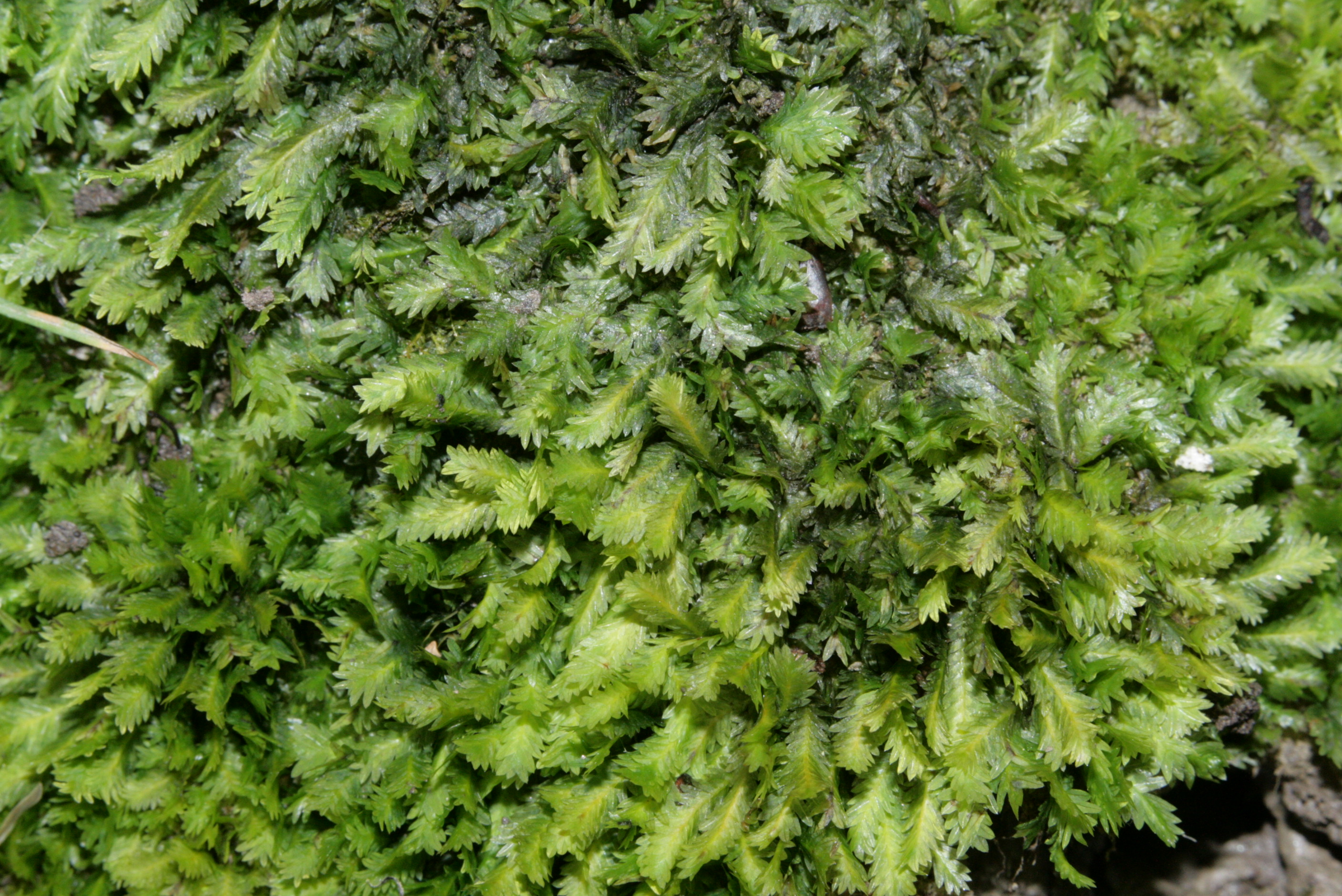
A tiszafamoha habitusképe
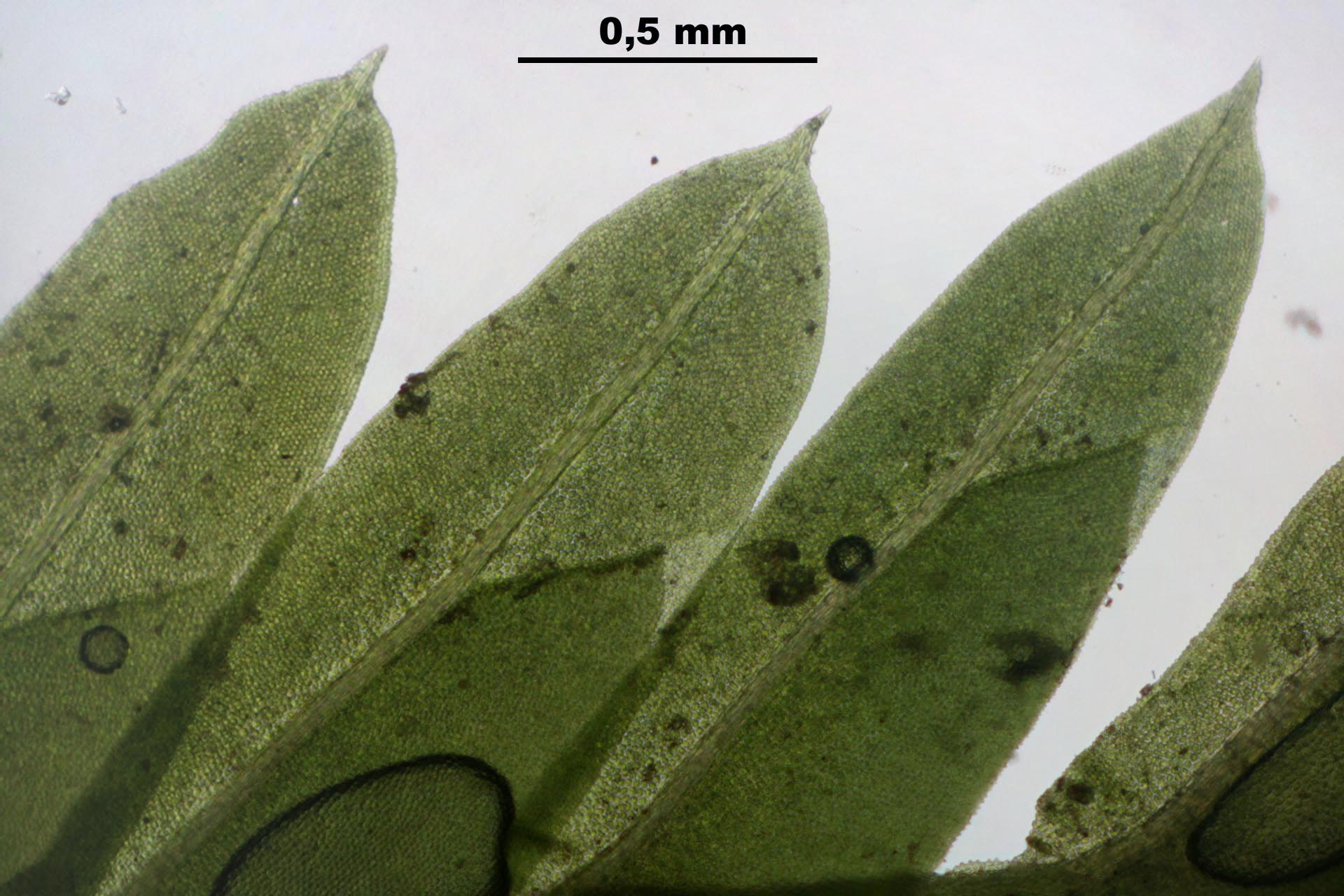
A növényke levelei kis nagyításban
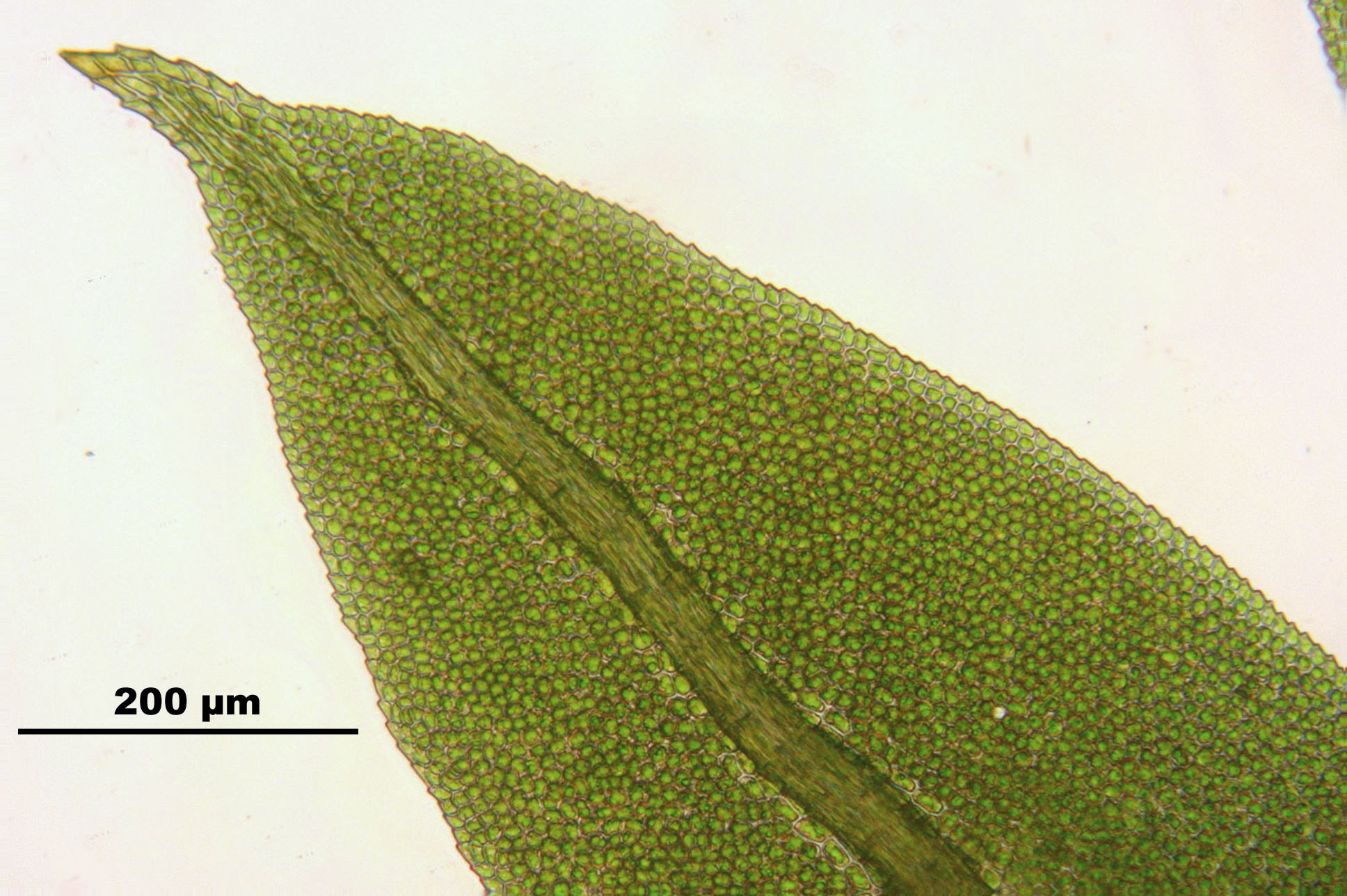
Enyhén csipkés szélű levélcsúcs

## Élőhely, elterjedés
A Fissidens taxifolius elterjedt, gyakori faj. Nyílt, de árnyékos, meszes talajokon él. Gyengén lúgos, de gyengén savas kémhatáson is megél. Agyagos, homokos, iszapos, humuszban szegény talajon is megél, de fontos, hogy megfelelő nedvesség legyen.
Erdőszéleken, parkokban, patakparton de még temetőkben is előfordul. Jellegzetes kísérő mohafajok: Brachythecium velutinum, Eurhynchium hians, Eurhynchium praelongum, nitrogénben gazdag, ruderális talajon a Physcomitrium pyriforme. Európában gyakori, de az északi féltekén is gyakori faj (Észak-Amerika, Észak-Ázsia). Magyarországon is közönséges faj, országos vörös listás besorolása: nem veszélyeztetett (LC).

## Fordítás
- Ez a szócikk részben vagy egészben  a   Fissidens_taxifolius című német Wikipédia-szócikk ezen változatának fordításán alapul.  Az eredeti cikk szerkesztőit annak laptörténete sorolja fel. Ez a jelzés csupán a megfogalmazás eredetét és a szerzői jogokat jelzi, nem szolgál a cikkben szereplő információk forrásmegjelöléseként.